# 202020
『202020』（ニーマルニーマルニーマル）は、斉藤和義の20枚目のオリジナル・アルバム。2020年1月29日発売。発売元はSPEEDSTAR RECORDS。規格品番：VICL-65320（特典付初回盤：VIZL-2020、アナログ盤： VIJL-60320）。

## 概要
前作から2年振りの新作。アルバムタイトルは「2020年」に発売された「20枚目」のオリジナルアルバム。通常盤・アナログ盤・DVD付初回限定盤の3形態で発売。DVDには8曲のミュージック・ビデオを収録。
本作発売後の同年2月からライブ・ツアー「KAZUYOSHI SAITO LIVE TOUR 2020 "202020"」の開催を予定していたが、新型コロナウイルスの影響により各公演が延期又は中止となることが公式ホームページで発表された。

## 楽曲解説
1. 傷だらけの天使
テレビドラマ「傷だらけの天使」テーマ曲のカバー。
2. 万事休す
3. a song to you
4. アレ
48thシングル。日本テレビ系列ドラマ「家売るオンナの逆襲」主題歌。
5. シャーク
シングル「いつもの風景」初回限定盤に「シャーク(Naked)」が収録。
6. Room Number 999
7. 猫の毛
8. オートリバース～最後の恋～
高崎卓馬による小説「オートリバース」のコラボソング[7]。
9. I want to be a cat
10. ニドヌリ
11. いつもの風景
配信限定シングルとして2019年10月6日にリリースされ、その後2019年11月20日に49thシングルとしてリリースされた。
フジテレビ系列アニメ「ちびまる子ちゃん」エンディング主題歌。
12. 愛とやらにせっつかれてるのは気のせい？　（3:48）
13. 小さな夜
2019年6月22日にリリースされた配信限定シングル。
伊坂幸太郎の小説を原作にした映画「アイネクライネナハトムジーク」主題歌。
14. キャンティのうた
テレビアニメ「アンデルセン物語」エンディングテーマのカバー。

## 収録曲
CD
| 全作詞・作曲・編曲: 斉藤和義（※特記以外）。 |                                                                      |                       |                       |      |
| #                                           | タイトル                                                             | 作詞                  | 作曲・編曲            | 時間 |
| 1.                                          | 「傷だらけの天使」                                                   | 斉藤和義（※特記以外） | 斉藤和義（※特記以外） | 1:56 |
| 2.                                          | 「万事休す」(※作曲: 大野克夫)                                        | 斉藤和義（※特記以外） | 斉藤和義（※特記以外） | 3:15 |
| 3.                                          | 「a song to you」                                                    | 斉藤和義（※特記以外） | 斉藤和義（※特記以外） | 3:02 |
| 4.                                          | 「アレ」                                                             | 斉藤和義（※特記以外） | 斉藤和義（※特記以外） | 3:27 |
| 5.                                          | 「シャーク」                                                         | 斉藤和義（※特記以外） | 斉藤和義（※特記以外） | 4:21 |
| 6.                                          | 「Room Number 999」                                                  | 斉藤和義（※特記以外） | 斉藤和義（※特記以外） | 3:48 |
| 7.                                          | 「猫の毛」                                                           | 斉藤和義（※特記以外） | 斉藤和義（※特記以外） | 3:43 |
| 8.                                          | 「オートリバース～最後の恋～」                                       | 斉藤和義（※特記以外） | 斉藤和義（※特記以外） | 5:04 |
| 9.                                          | 「I want to be a cat」                                               | 斉藤和義（※特記以外） | 斉藤和義（※特記以外） | 4:10 |
| 10.                                         | 「ニドヌリ」                                                         | 斉藤和義（※特記以外） | 斉藤和義（※特記以外） | 4:29 |
| 11.                                         | 「いつもの風景」(作詞: さくらももこ)                                 | 斉藤和義（※特記以外） | 斉藤和義（※特記以外） | 3:48 |
| 12.                                         | 「愛とやらにせっつかれてるのは気のせい?」                            | 斉藤和義（※特記以外） | 斉藤和義（※特記以外） | 3:47 |
| 13.                                         | 「小さな夜」                                                         | 斉藤和義（※特記以外） | 斉藤和義（※特記以外） | 4:18 |
| 14.                                         | 「キャンティのうた」(※作詞: 井上ひさし・山元護久 / 作曲: 宇野誠一郎) | 斉藤和義（※特記以外） | 斉藤和義（※特記以外） | 2:54 |
| 合計時間:                                   | 合計時間:                                                            | 52:02                 |                       |      |

DVD
| #         | タイトル             | 作詞  | 作曲・編曲 | 時間 |
| --------- | -------------------- | ----- | ---------- | ---- |
| 1.        | 「青空ばかり」       |       |            | 2:51 |
| 2.        | 「Good Luck Baby」   |       |            | 2:39 |
| 3.        | 「マディウォーター」 |       |            | 3:57 |
| 4.        | 「遺伝」             |       |            | 7:37 |
| 5.        | 「カラー」           |       |            | 5:10 |
| 6.        | 「アレ」             |       |            | 3:32 |
| 7.        | 「小さな夜」         |       |            | 4:24 |
| 8.        | 「いつもの風景」     |       |            | 4:02 |
| 合計時間: | 合計時間:            | 34:12 |            |      |

アナログ盤
| 全作詞・作曲・編曲: 斉藤和義（※特記以外）。 |                                     |                       |                       |      |
| #                                           | タイトル                            | 作詞                  | 作曲・編曲            | 時間 |
| 1.                                          | 「傷だらけの天使」(※作曲: 大野克夫) | 斉藤和義（※特記以外） | 斉藤和義（※特記以外） | 1:56 |
| 2.                                          | 「万事休す」                        | 斉藤和義（※特記以外） | 斉藤和義（※特記以外） | 3:15 |
| 3.                                          | 「a song to you」                   | 斉藤和義（※特記以外） | 斉藤和義（※特記以外） | 3:02 |
| 4.                                          | 「アレ」                            | 斉藤和義（※特記以外） | 斉藤和義（※特記以外） | 3:27 |
| 5.                                          | 「シャーク」                        | 斉藤和義（※特記以外） | 斉藤和義（※特記以外） | 4:21 |
| 6.                                          | 「Room Number 999」                 | 斉藤和義（※特記以外） | 斉藤和義（※特記以外） | 3:48 |
| 7.                                          | 「猫の毛」                          | 斉藤和義（※特記以外） | 斉藤和義（※特記以外） | 3:43 |
| 合計時間:                                   | 合計時間:                           | 23:32                 |                       |      |

| 全作詞・作曲・編曲: 斉藤和義（※特記以外）。 |                                                                      |                       |                       |      |
| #                                           | タイトル                                                             | 作詞                  | 作曲・編曲            | 時間 |
| 1.                                          | 「オートリバース～最後の恋～」                                       | 斉藤和義（※特記以外） | 斉藤和義（※特記以外） | 5:05 |
| 2.                                          | 「I want to be a cat」                                               | 斉藤和義（※特記以外） | 斉藤和義（※特記以外） | 4:10 |
| 3.                                          | 「ニドヌリ」                                                         | 斉藤和義（※特記以外） | 斉藤和義（※特記以外） | 4:29 |
| 4.                                          | 「いつもの風景」(※作詞: さくらももこ)                                | 斉藤和義（※特記以外） | 斉藤和義（※特記以外） | 3:48 |
| 5.                                          | 「愛とやらにせっつかれてるのは気のせい?」                            | 斉藤和義（※特記以外） | 斉藤和義（※特記以外） | 3:48 |
| 6.                                          | 「小さな夜」                                                         | 斉藤和義（※特記以外） | 斉藤和義（※特記以外） | 4:18 |
| 7.                                          | 「キャンティのうた」(※作詞: 井上ひさし・山元護久 / 作曲: 宇野誠一郎) | 斉藤和義（※特記以外） | 斉藤和義（※特記以外） | 2:54 |
| 合計時間:                                   | 合計時間:                                                            | 28:32                 |                       |      |